# Emily bűnbe esik
Az Emily bűnbe esik (eredeti cím: Emily the Criminal) 2022-ben bemutatott amerikai bűnügyi filmthriller, amelyet John Patton Ford írt és rendezett. A főbb szerepekben Aubrey Plaza, Theo Rossi, Megalyn Echikunwoke és Gina Gershon látható.
Amerikában 2022. augusztus 12-én a mozikban, Magyarországon 2024. október 10-én a HBO Max mutatták be a mozikban.

## Cselekmény
Az eladósodott egyetemista Emily Los Angelesben él, és részmunkaidőben ételkiszállítóként dolgozik egy vendéglátóipari cégnél. Miután súlyos testi sértés miatt elítélik, nem kap esélyt egy jól fizető állásra.
Amikor egy kollégája részmunkaidős állást ajánl neki „hamis vásárlóként” 200 dolláros órabérért, Emily belekeveredik egy hitelkártyacsalási rendszerbe, amelyet Yousef vezet. A férfi megtanítja neki, hogyan hamisítson kártyákat, és megadja neki az eszközöket saját védelme érdekében.
Emilyt és Yusefet nemcsak a bűnözés köti össze, hanem egy romantikus kapcsolat is. Hamarosan azonban bonyodalmak adódnak: amikor egy reklámügynökségnél állásinterjúra kerül sor, a lánynak csak egy fizetetlen gyakornoki állást ajánlanak fel. Emily feldühödve visszatér a bűnözés világába, bár hamarosan rájön, hogy tetteit videókamerák rögzítették, emiatt vita kerekedik ki Yusef partnereivel. Válaszul Yusef és Emily úgy döntenek, maguk rabolják ki a csalókat, de Khalil, az egyik bűntársuk ellenáll nekik.
Yusef súlyosan megsebesül az összecsapásban, és Emily, felismerve, hogy terveik kudarcba fulladnak, elhagyja őt, és megszökik a pénzzel. Dél-Amerikában újrakezdi, visszatér a művészethez, és saját csalóhálózatot hoz létre, amely ugyanazt a „hamis vevő” módszert alkalmazza.

## Szereplők
| Szerep        | Színész             | Magyar hang        |
| ------------- | ------------------- | ------------------ |
| Emily Benetto | Aubrey Plaza        | Nemes Takách Kata  |
| Youcef Haddad | Theo Rossi          | Renácz Zoltán      |
| Liz           | Megalyn Echikunwoke | Bogdányi Titanilla |
| Alice         | Gina Gershon        | Farkasinszky Edit  |
| Khalil Haddad | Jonathan Avigdori   | Kálid Artúr        |
| Javier Santos | Bernardo Badillo    | Hám Bertalan       |
| irodavezető   | John Billingsley    |                    |
| Brent         | Brandon Sklenar     |                    |

### Magyar változat
- Bemondó: Orosz Gergely
- Magyar szöveg: Szép Erzsébet
- Hangmérnök: Levacsics Péter
- Vágó: Baltazár Boldizsár
- Gyártásvezető: Újréti Zsuzsa
- Szinkronrendező: Pupos Tímea
- Produkciós vezető: Németh Napsugár

A szinkront az Iyuno Hungary készítette el.

## A film készítése
2021 augusztusában megerősítették Aubrey Plaza, Gina Gershon, Megalyn Echikunwoke és Theo Rossi szereplését. A forgatás húsz napon át tartott Los Angelesben, egy további forgatási napot pedig Mexikóban tartottak. A film zenéjét Nathan Halpern szerezte.

## Bemutató
A filmet a 2022-es Sundance Filmfesztiválon mutatták be január 24-én. 2022 februárjában a Vertical Entertainment és a Roadside Attractions megvásárolta az Egyesült Államok és Kanada forgalmazási jogait, a Universal Pictures pedig a nemzetközi jogokat. A filmet 2022. augusztus 12-én mutatták be. A Netflix 2022. december 7-én kezdte meg a film forgalmazását az Egyesült Államokban.
2022. szeptember 27-én jelent meg VOD platformokon, majd november 29-én Blu-ray és DVD kiadásban.